# Восточно-европейская хоккейная лига
Восточно-европейская хоккейная лига (бел. Усходне-еўрапейская хакейная ліга, латыш. Austrumeiropas hokeja līga, укр. Східноєвропейська хокейна ліга) — лига профессиональных команд по хоккею с шайбой, существовавшая в 1995—2004 годах. Была организована клубами из Беларуси, Латвии, Литвы и Украины после расформирования МХЛ. В разные годы в лиге также участвовали команды из Польши и России. Кроме главного турнира для профессиональных клубов, проводились чемпионаты детских и юношеских коллективов среди различных возрастных групп.

## История
После распада СССР ведущие хоккейные клубы бывших советских республик продолжали выступать в общем чемпионате Межнациональной хоккейной лиги. Соревнования проводились под эгидой Федерации хоккея России, календарь игр в турнирах МХЛ свёрстывался под российскую сборную и не учитывал интересы других сборных выступающих в низших дивизионах розыгрыша чемпионата мира, что вызывало противоречия между российскими и остальными клубами. По окончании сезона 1995/96 российские клубы в одностороннем порядке вышли из МХЛ, образовав Российскую хоккейную лигу, в которой не предусматривалось участие иностранных клубов.
Чемпионаты остальных постсоветских стран были немногочисленны и не могли обеспечить достаточный соревновательный уровень. Для решения этой проблемы хоккейные власти Беларуси, Латвии, Литвы и Украины договорились наряду с национальными чемпионатами проводить совместный турнир, который получил название Восточно-европейская хоккейная лига. Помимо команд из вышеперечисленных стран в разные годы в лиге принимали участие клубы из Польши и низших дивизионов чемпионата России, в юношеских турнирах ВЕХЛ — коллективы из Эстонии.
Система розыгрыша и состав участников чемпионата неоднократно менялись. Как правило, на первом этапе чемпионата команды проводили четырёхкруговой турнир по системе спаренных матчей, после чего делились на две группы согласно набранным очкам либо продолжали розыгрыш по системе плей-офф. В отдельные годы проводился турнир во втором дивизионе: в 1998—2000 он назывался «Вторая группа», в 2001—2004 — «Группа Б». В 1998, 1999, 2001 и в сезоне 2003/04 разыгрывался также Кубок ВЕХЛ. Кроме турниров для профессиональных клубов в рамках лиги проводились соревнования детских и юношеских команд различных возрастов.
В начале 2000-х годов в Беларуси, благодаря принятой программе развития хоккея, появились ледовые дворцы и профессиональные хоккейные клубы в Гомеле, Могилёве, Бресте и Витебске. Кроме того, белорусскому хоккею были предоставлены налоговые льготы, которые позволили повысить финансирование этого вида спорта. Число команд в национальном чемпионате выросло, необходимость участия в ВЕХЛ у белорусских клубов отпала и в 2004 году Федерация хоккея Республики Беларусь отказалась от участия в лиге. После роспуска ВЕХЛ киевский «Сокол», лиепайский «Металургс» и ХК «Рига-2000» получили возможность выступать в Открытом чемпионате Беларуси.

## Призёры
| Сезон     | Чемпион            | Серебряный призёр | Бронзовый призёр     | Обладатель кубка | Финалист кубка |
| 1995/1996 | Неман (Гродно)     | Юниорс (Рига)     | Полимир (Новополоцк) |                  |                |
| 1996/1997 | Юниорс (Рига)      | Сокол (Киев)      | Полимир (Новополоцк) |                  |                |
| 1997/1998 | Сокол (Киев)       | Неман (Гродно)    | Полимир (Новополоцк) |                  |                |
| 1998/1999 | Сокол (Киев)       | Неман (Гродно)    | Полимир (Новополоцк) | Сокол (Киев)     | Неман (Гродно) |
| 1999/2000 | Беркут (Киев)      | Сокол (Киев)      | Металургс (Лиепая)   | Сокол (Киев)     | Неман (Гродно) |
| 2000/2001 | Беркут (Киев)      | Неман (Гродно)    | Сокол (Киев)         |                  |                |
| 2001/2002 | Металургс (Лиепая) | Рига              | Беркут (Киев)        | Беркут (Киев)    | Рига           |
| 2002/2003 | Керамин (Минск)    | Гомель            | Сокол (Киев)         |                  |                |
| 2003/2004 | Керамин (Минск)    | Гомель            | Химволокно (Могилев) | Титан (Клин)     | Сокол (Киев)   |

## Клубы
Клубы, принимавшие участие в чемпионатах ВЕХЛ в разные годы:
- Белсталь (Жлобин, 1995/96)
- Витебск (2001—2004)
- Гомель (2001—2004)
- Гомель-2 (2003/04)
- Керамин (Минск, 1995—2004[1])
- Легион (Минск, 1999/2000)
- Неман (Гродно, 1995—2004)
- Неман-2 (Гродно, 1998/99, 2001/02)
- Полимир (Новополоцк, 1995—2003)
- Тивали (Минск, 1996—2000)
- Химволокно (Могилев), 2002—2004)
- Химволокно-2 (Могилев, 2003/04)
- Химик-ШВСМ (Новополоцк, 1998/99)
- СДЮШОР Юность (Минск, 1999/2000)
- Юниор (Минск, 2003/04)
- АСК/Огре[2] (Елгава, 2002—2004)
- Динамо-81 (Рига, 1999/2000)
- Металургс (Лиепая, 1998—2004)
- Призма (Рига, 2001—2003)
- Рига-2000[3] (1997/98, 2000—2004)
- Рига-85 (2003/04)
- Сталкер-Юниорс (Даугавпилс, 2002/03)
- Эссамика-Юниорс[4] (Рига, 1995—1998, 1999/2000)
- Энергия (Электренай, 1995—1999, 2000—2003)
- ГСК Сточнёвец (Гданьск, 2002/03)
- Олимпия (Сосновец, 1996/97)
- Капитан (Ступино, 2002/03)
- МГУ (Москва, 2001/02)
- Титан (Клин, 2003/04)
- Беркут[5] (Киев, 6)
- Витязь (Харьков, 2001/02)
- Донбасс (Донецк, 2001/02)
- Киев[6] (1995—2004)
- Сокол (Киев, 1996—2004)
- Сокол-2 (Киев, 1998—2000)

В розыгрыше кубка ВЕХЛ 2003/2004 годов участвовала также команда  ТКХ «Евросталь» (Торунь)